# 57 Camelopardalis
57 Camelopardalis, eller OS Ursae Majoris, är en gul jätte i stjärnbilden Stora björnen. Trots sin Flamsteed-beteckning tillhör den inte Giraffens stjärnbild. Den ligger på gränsen mellan stjärnbilderna och fick byta tillhörighet vid översynen av gränser mellan stjärnbilderna år 1930 och benämns sedan bytet av stjärnbild ofta OS Ursae Majoris eller HD 69148.
Stjärnan är en förmörkelsevariabel av Algol-typ (EA/RS) med en visuell magnitud som varierar mellan +5,73 och 5,79 med perioden 89,06 dygn. Den ligger på ett avstånd av ungefär 460 ljusår.